# Логопедия
Логопедията е наука, която изучава нарушенията на речта и езика, гласовите нарушения, нарушенията в гълтането – дисфагия (според най-новите тенденции) и разработва терапевтични методи за преодоляването им.
В България все още се използва терминът от гръцки произход „логопедия“, но в страните, където официален език е английски, отдавна се е наложила тенденцията да се използват описателни названия: „говорна патология“ (Австралия); „говорно-езикова патология“ (Канада); говорно-езикова терапия (Нова Зеландия); „говорна и езикова терапия“ (Великобритания) или „говорно-езикова патология“ (САЩ).
В някои от страните от бившия СССР се приема, че логопедията е клон на специалната педагогика.

## Нарушения на комуникацията
Комуникативните нарушения засягат говора (артикулация, интонация, темп, мелодика) и езика (фонетика, морфология, синтаксис, семантика), проявяват се както импресивно, така и експресивно, включително и при четене и писане, както и в невербалното изразяване, като жестове и мимики.
Нарушенията, обект на логопедична терапия са:
- Артикулационни нарушения (дислалия)
- Гласови разстройства (афония)
- Абнормално забавяне или забързване на потока на речта (брадилалия, тахилалия)
- Говорни нарушения при вродена цепнатина на небцето (ринолалия)
- Разстройства вследствие на нарушена инервация на артикулационните органи (дизартрия)
- Заекване и запъване
- Езикови и говорни нарушения вследствие на увреди на централната нервна система (афазия, нарушения в езиковото развитие)
- Нарушения, проявяващи се в писмената комуникация (дислексия, дисграфия)
- Множествени нарушения
- Говорни и езикови разстройства, свързани с различни заболявания – болест на Хънтингтън, множествена склероза и др.

## Научни центрове в България
В последните десетилетия в България се оформят два основни научни центъра, в които се развива логопедията – СУ „Св. Климент Охридски“ и ЮЗУ „Неофит Рилски“ – Благоевград. В България има организирани Логопедични училища, първото и най-голямо от които е Основното логопедично училище  в с. Тотлебен, Плевенска област, съществувало до 2002 година. Било е базово училище на СУ „Св. Климент Охридски“ и е кооперирано с Югозападния университет „Неофит Рилски“. Разполагало е с отлична материална база и специалисти.